# バルセロナ港
バルセロナ港（カタルーニャ語: Port de Barcelona, IPA: [ˈpɔɾ ðə βəɾsəˈlonə]; スペイン語: Puerto de Barcelona）は、スペイン・カタルーニャ州バルセロナ県バルセロナにある港湾。バルセロナ港湾局が管理している。
地中海に面しており、ヨーロッパにおける主要商業港に数えられている。2018年には342万TEUのコンテナを取り扱っており、これはバレンシア港とアルヘシラス港に次いでスペイン第3位、ヨーロッパ第9位の量だった。
日本の横浜港（神奈川県横浜市）と連携協定を結んでいる。

## 旅客フェリー
バルセロナ港は3つの旅客ターミナルを有する。バレアレス諸島のマヨルカ島・イビサ島・メノルカ島、イタリア本土とサルデーニャ島、アフリカ大陸のモロッコに向けて旅客フェリーが運航されている。
| 目的地                                   | 運航会社                   |
| ---------------------------------------- | -------------------------- |
| アルクーディア（マヨルカ島）             | バレアリア                 |
| パルマ・デ・マヨルカ（マヨルカ島）       | バレアリア                 |
| パルマ・デ・マヨルカ（マヨルカ島）       | トラスメディテラネ         |
| エイビッサ（イビサ島）                   | バレアリア                 |
| エイビッサ（イビサ島）                   | トラスメディテラネ         |
| マオー＝マオン（メノルカ島）             | トラスメディテラネ         |
| シウタデリャ・デ・メノルカ（メノルカ島） | バレアリア                 |
| ポルト・トッレス（サルデーニャ島）       | グリマルディ               |
| サヴォーナ                               | グリマルディ               |
| チヴィタヴェッキア                       | グリマルディ               |
| ジェノヴァ                               | グランディ・ナビ・ヴェロキ |
| タンジェ                                 | グリマルディ               |
| ナドール                                 | グランディ・ナビ・ヴェロキ |
| タンジェ                                 | グランディ・ナビ・ヴェロキ |